# Daiva Tušlaitė
Daiva Tušlaitė   (Panevėžys, 18 de juny de 1986) és una ciclista lituana professional des del 2007 i actualment a l'equip Alé Cipollini. Ha guanyat diferents campionats nacionals, tant en ruta com en contrarellotge.

## Palmarès
- 2008
  -  Campiona de Lituània en contrarellotge
  - Vencedora d'una etapa a la Volta a Polònia
- 2015
  -  Campiona de Lituània en ruta
- 2016
  -  Campiona de Lituània en ruta
- 2017
  -  Campiona de Lituània en ruta
- 2018
  -  Campiona de Lituània en contrarellotge